# Natiaga
Natiaga fou un regne de la riba esquerra del Senegal, situat a mig camí entre Médine i Bafoulabé.
El 1855 sota Louis Faidherbe, el regne va signar un tractat amb França, però la presència francesa fou testimonial en els següents anys. El 21 de setembre de 1879 Joseph Gallieni va signar un tractat de protectorat amb els caps del regne de Logo, situat just al nord de Natiaga, i l'1 d'octubre de 1879 va signar un altre tractat amb el regne de Natiaga, que va quedar sota protectorat francès. El 1880 fou inclòs en el territori de l'Alt Senegal.